# 中国劳动组合书记部旧址陈列馆

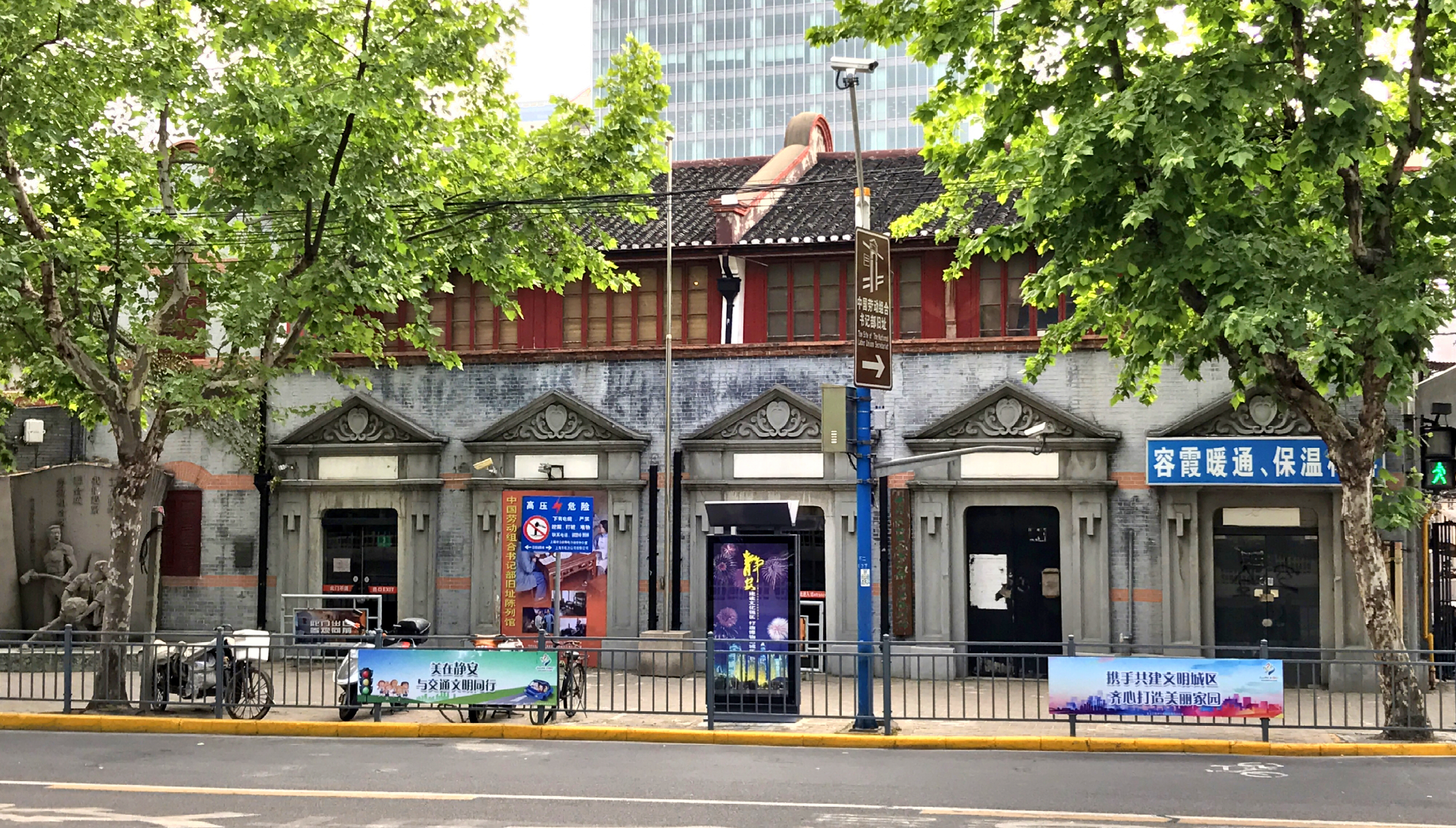

中国劳动组合书记部旧址陈列馆是中国上海市的一处遗址纪念地，位于静安区石门二路街道成都北路899号（原北成都路19号），是一幢坐西朝东沿街的二层楼旧式石库门住宅建筑，建于1909年。
中国劳动组合书记部是中华全国总工会的前身，成立于1921年8月11日，主任为张国焘。书记部干事李启汉在此居住。1922年6月，上海公共租界巡捕房逮捕李启汉，以煽动罢工罪名判处徒刑3个月，期满逐出租界。7月18日，查封书记部。
1959年5月26日和1977年12月，中国劳动组合书记部旧址列为第一批上海市文物保护单位。1992年9月，静安区政府将其按原状修复，設立陳列館向外界开放参观。1993年，因建造南北高架道路，旧址被拆除，移至成都北路893弄1～7号。